# Саратов-Південний (аеродром)
Саратов-Південний - колишній експериментальний аеродром у місті Саратові. Випробувальна база Саратовського авіаційного заводу, який припинив існування у 2012 році. Розташований у південній частині міста за 9 км на південний захід від залізничної станції Саратов-1 та за 0,5 км на захід від селища Лісопильний. Закритий у 2010 році.

## Історія
Аеродром споруджено 1938 року за 1,2-1,5 км від виробничого майданчика Саратовського авіаційного заводу. У роки німецько-радянської війни аеродром мав дві злітно-посадкові смуги з твердим покриттям: довжиною 760 і 570 м. Літне поле мало розміри 1650х1220 м. У тих же межах аеродром залишався і згодом.
Побудовані повітряні судна буксирували з авіазаводу на аеродром по вулиці Томській через спеціальний залізничний переїзд із підйомними проводами. Далі вони надходили до корпусу Б-6 аеродрому, де розташовувався цех фарбування та доведення.
Станом на 2005 рік, на території аеродрому розташовувалося 3 злітно-посадкові смуги:
- основна ВПП 04/22 з бетонним покриттям (рік спорудження: 1982[2]);
- запасна ВПП із ґрунтовим покриттям;
- недіюча ЗПС з бетонним покриттям (рік спорудження: 1948[3]).

Крім цього, на території аеродрому розташовувалося 16 місць стоянки повітряних суден 16x16 м загальною площею 25600 м2 та 3 рульові доріжки.
У 2009 році через банкрутство Саратовського авіазаводу аеродром з будинками та обладнанням було виведено з балансу ЗАТ «САЗ» за залишковою балансовою вартістю 44 млн рублів і передано ЗАТ «Аеродром Південний» з метою подальшого продажу. Ринкова вартість земельної ділянки аеродрому (територія площею 254 га) приблизно становить 6 млрд рублів.
У 2010 році експлуатацію аеродрому припинено. Радіотехнічне та світлосигнальне обладнання демонтовано.
30 квітня 2011 року закрито авіаційну метеорологічну станцію «Саратов-Південний» (синоптичний номер 34177), яка працювала на аеродромі з 1942 року.

## Сучасний стан
З 2011 року територія аеродрому надається на договірній основі для проведення розважальних заходів. Так, у 2011 та 2012 роках у корпусі Б-6 аеродрому пройшов фестиваль електронної музики Hi-Tech Black Fest. Також, з 2012 до 2018 року на території аеродрому проводилися ігри в лазертаг від клубу «Полігон-М».
11 серпня 2013 року на території аеродрому відкрився автокінотеатр «Зона-51».
Місця для стоянки повітряних суден використовуються для розміщення автодромів.
У 2015 році на території аеродрому розпочалося будівництво житлового комплексу «Райдуга». У 2016 році розпочалося будівництво житлового комплексу «Південний».
Станом на 2017 рік всі споруди на території аеродрому знаходяться в зруйнованому стані. У єдиному корпусі Б-6, що зберігся, розташовується підприємство з виробництва котельних установок. Злітно-посадкова смуга 04/22 демонтовано.

## Авіапригоди
4 квітня 1975 року при спробі здійснити вертикальну посадку штурмовика Як-38 один із підіймальних двигунів не запустився, і літак упав на землю з висоти 20 метрів. Льотчик-випробувач Михайло Дексбах отримав серйозну травму хребта.
4 березня 1976 року у штурмовику Як-38 відбулося мимовільне спрацювання системи автоматичного катапультування. Льотчик-випробувач Владилен Хом'яков не постраждав. Некерований літак розбився.
24 липня 2009 року о 03:12 UTC (07:12 за місцевим часом), вдень, у простих метеоумовах, при виконанні навчально-тренувального польоту в районі аеродрому «Саратов-Південний» зазнав катастрофи літак А-52 RA-0380G. Літак належав приватній особі - командиру повітряного судна. Екіпаж літака, у складі двох людей, загинув.